# Hasenbruck
Hasenbruck ist ein abgegangener Gemeindeteil der Kreisstadt Roth im Landkreis Roth (Mittelfranken, Bayern). Er wurde im Zuge des Baues des Fränkischen Seenlandes abgerissen und liegt heute auf dem Grund des Rothsees. Hasenbruck lag in der Gemarkung Birkach.

## Geographische Lage
Die Einöde lag auf einer Höhe von etwa 368–370 m und bestand aus einer Mühle mit Bauernhof. Im Westen berührte die Kleine Roth das Anwesen, dahinter befand sich ein 0,24 ha großer Weiher. Ein Seitenarm der Kleinen Roth floss im Osten vorbei.

## Geschichte
Der Ort wurde 1361/64 erstmals urkundlich erwähnt.
Gegen Ende des 18. Jahrhunderts gab es in Hasenbruck ein Anwesen. Das Hochgericht und die Grundherrschaft übte das pfalz-neuburgische Landgericht Allersberg aus. Auf dem Anwesen saß eine Untertansfamilie. Von 1797 bis 1808 unterstand der Ort dem Justiz- und Kammeramt Roth.
Im Rahmen des Gemeindeedikts (frühes 19. Jahrhundert) wurde Hasenbruck dem Steuerdistrikt Guggenmühle und der Ruralgemeinde Birkach zugewiesen. Am 1. Januar 1975 wurde Hasenbruck im Zuge der Gebietsreform in Bayern nach Roth eingemeindet.
1992 wurde Hasenbruck bei der Flutung des südlichen Teiles des Rothsees abgerissen. Die Bewohner erfuhren erst kurz vorher von der bevorstehenden Flutung und wehrten sich zunächst mit der Schrotflinte dagegen. Sie wurden in das nahegelegene Grashof umgesiedelt und betreiben dort heute ein Gästehaus unter dem Namen ihres alten Heimatortes. Der Standort, am tiefsten Punkt des Sees, war zeitweilig noch durch eine Boje markiert, die später entfernt wurde.
Hasenbruck ist nach wie vor ein amtlicher Gemeindeteil von Roth, die angegebenen Koordinaten liegen jedoch auf dem Grund des Sees. Eine 500 m weiter östlich am Ostufer des Sees gelegene Insel wird Hasenbrucker Insel genannt.

### Einwohnerentwicklung
| Jahr      | 001818 | 001836 | 001861 | 001871 | 001885 | 001900 | 001925 | 001950 | 001961 | 001970 | 001987 |
| Einwohner | 8      | 7      | *      | 10     | 12     | 10     | 11     | 8      | 8      | 6      | 3      |
| Häuser    | 1      | 1      |        |        | 1      | 1      | 1      | 1      | 2      |        | 1      |
| Quelle    | [ 14 ] | [ 15 ] | [ 16 ] | [ 17 ] | [ 18 ] | [ 19 ] | [ 20 ] | [ 21 ] | [ 22 ] | [ 23 ] | [ 24 ] |

## Religion
Hasenbruck war römisch-katholisch geprägt und gehörte zur Kirchengemeinde St. Georg (Göggelsbuch), ursprünglich eine Filiale von St. Johannes der Täufer (Hilpoltstein). Die Einwohner evangelisch-lutherischer Konfession waren nach Eckersmühlen gepfarrt.